# 런던 맥주 홍수

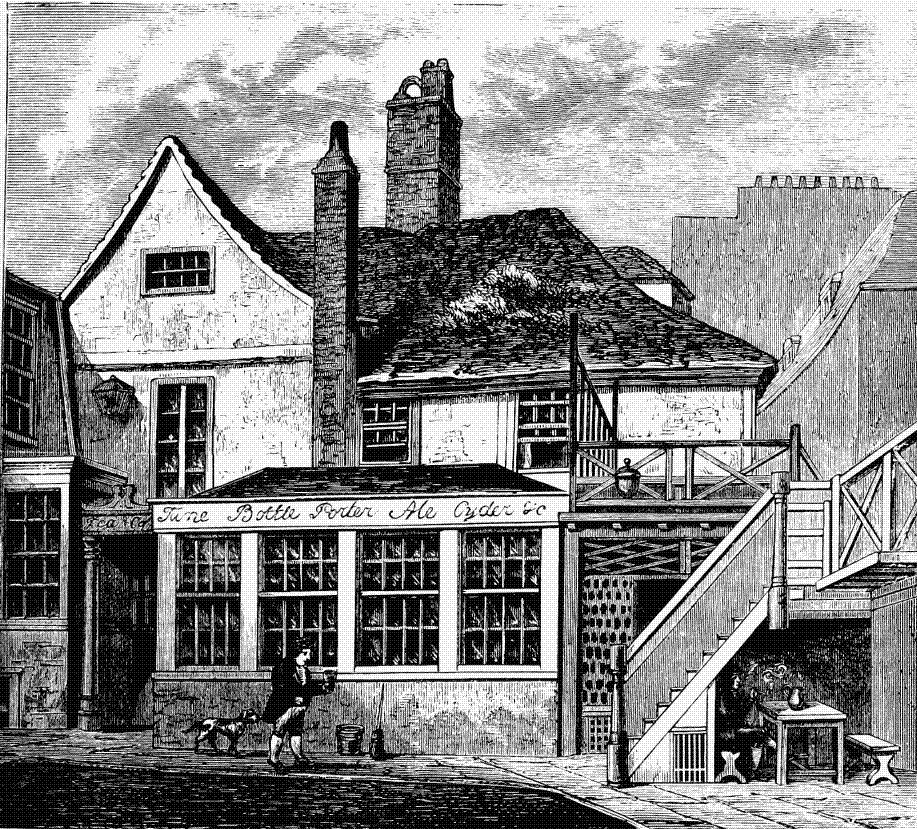
홍수 전년도의 세인트 자일즈 앤젤레스 거리의 모습

런던 맥주 홍수(London Beer Flood)는 1814년 10월 17일에 영국 런던에 위치한 세인트 자일즈 앤젤레스 교구에서 발생한 맥주의 파열 유출 사고이다.
사고는 토트넘 코트로드(Tottenham Court Road)에 위치한 모이쿠스 양조장에서 일어났다. 양조장은 세인트 자일즈 앤젤레스 빈민가와 연립 주택 사이에 위치하고 있으며, 직원과 그 가족들이 지하실에서 기거하고 있었다.
오후 6시경 135,000 영국 갤런(61만 리터) 이상의 맥주를 저장한 통이 파열되어 내용물이 유출. 그 충격으로 같은 건물에 있는 다른 통도 도미노처럼 넘어져 맥주가 해일처럼 야외로 넘쳐났다. 이에 따라 2개의 가옥이 파괴되었고, 벽의 붕괴로 인한 10대 여성 바텐더가 압사. 또한 지하실에 맥주가 유입되어 유아 2명을 포함한 7명이 익사했을 뿐만 아니라 다음날 급성 알코올 중독으로 1명이 사망했다.
결과적으로 323,000 영국 갤런(147만 리터) 이상의 맥주가 유출되었고, 사고에 대하여 양조장이 추궁을 받았지만 결국 불가항력(Act of God)으로 인정 받고 형사 처벌은 면했다. 그러나 양조장은 사고에 의해 거액의 손실을 본 것과, 맥주에 대한 세금을 이미 낸 상태였기 때문에 한때 사업 여부가 불투명했다. 결국 경영자가 의회에 청원하여 세금을 받아내는데 성공했다.

## 같이 보기
- 물이 아닌 액체류 홍수 목록